# 1868년 미국 하원의원 선거
1868년 미국 하원의원 선거는 1868년 미국에서 치러진 하원의원 선거로, 공화당이 압승했다

## 선거 결과
| 정당   | 의석수 |
| ------ | ------ |
| 공화당 | 171석  |
| 민주당 | 67석   |
| 보수당 | 5석    |
| 합계   | 243석  |